# Pluto (Disney)
Pour les articles homonymes, voir Pluto.
Pluto est un personnage de fiction de l'univers de Mickey Mouse créé par la Walt Disney Company en 1930. Contrairement à son maître Mickey et ses amis, ce chien apparenté à la race des Saint-Hubert n'a pas de caractéristiques anthropomorphes. Pluto est le fidèle compagnon canin de Mickey. Il ne parle pas et marche à quatre pattes (sauf dans les parcs Disney). Il n'en possède pas moins une palette d'expressions faciales, d'aboiements et de mouvements très étendue.
Pluto ne doit pas être confondu avec Dingo qui est un personnage anthropomorphe ayant un caractère humain.

## Historique

### 1930 - 1931: Débuts

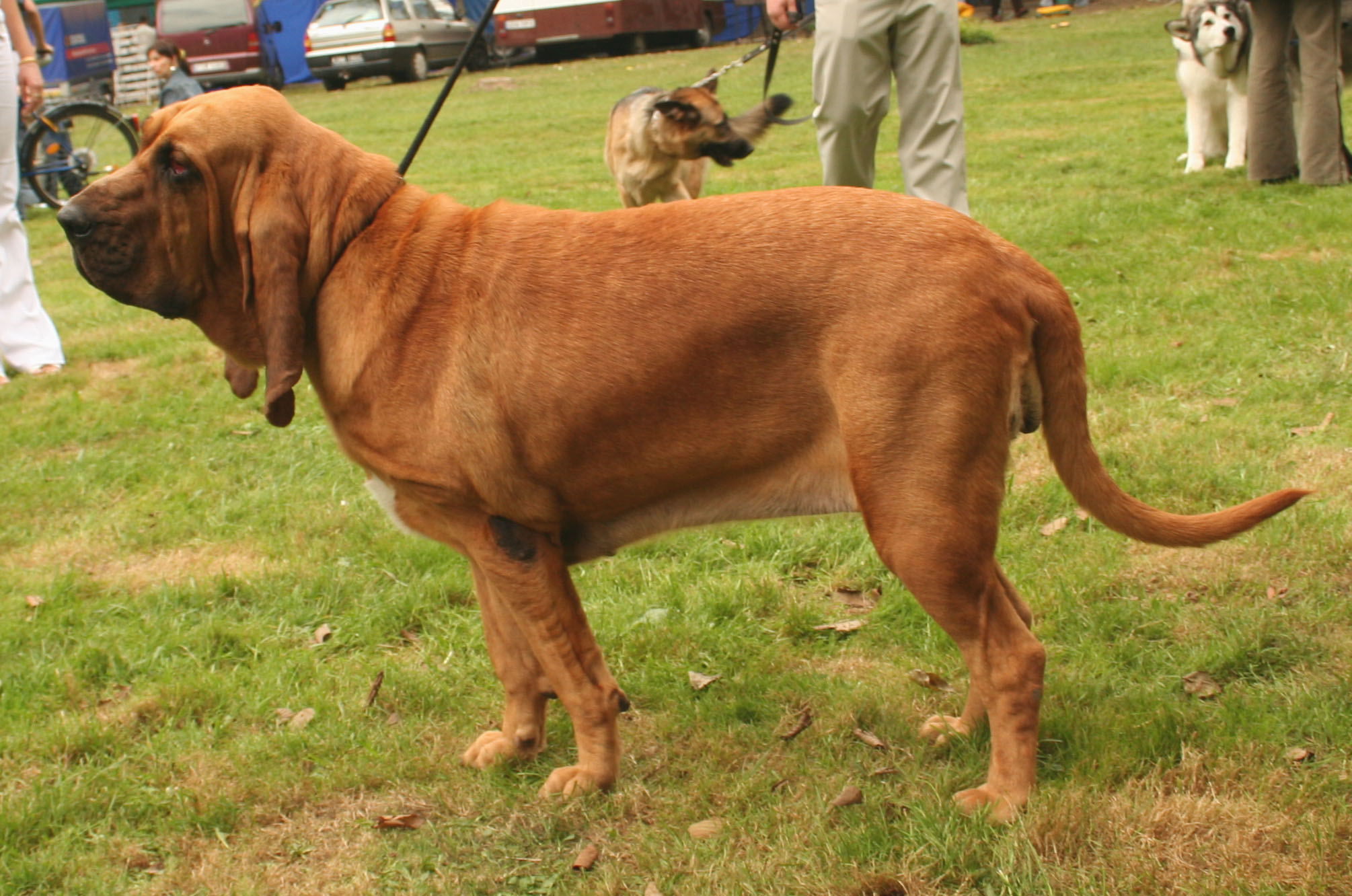
Un chien de Saint-Hubert rouge unicolore.

Le personnage de Pluto est apparu initialement dans le court métrage Symphonie enchaînée (1930) sous la forme d'un couple de chiens policiers (chiens de garde) dans la prison où est enfermé Mickey, mais les deux chiens sont anonymes. Ces deux chiens et par la suite Pluto sont des chiens de Saint-Hubert (Bloodhound en anglais),. Cette première rencontre avec Mickey, évadé poursuivi par les deux molosses, n'est pas encore « celle de l'ami à quatre pattes », comme le précise John Grant.
On retrouve un chien similaire la même année dans Le Pique-nique (1930), animal de compagnie de Minnie Mouse nommé Rover. Il acquiert son nom définitif de Pluto en mai 1931 dans La Chasse à l'élan, en l'honneur de la planète Pluton récemment découverte. Les deux chiens sont des chiens de Saint-Hubert,.

Il devient par la même occasion le fidèle compagnon de Mickey. Le livre Road to Disney (1987) relate les propos de Walt Disney à ce sujet : 

« Un malaise général planait sur le pays. Je décidai de prendre l'avis de Nate (Nathan Edmonson) et de créer quelque chose de nouveau et d'amusant. La planète Pluton avait été récemment découverte et j'ai trouvé approprié de nommer un chiot en son honneur. »

En juillet 1931, Pluto apparaît aux côtés de Mickey en bande dessinée dans Mickey et Pluto, une bande quotidienne. Il est alors un chien vagabond qui, attiré par une glace achetée par Mickey, suit ce dernier qui lui donnera un nom après que Minnie le lui a demandé.

### 1932 - 1936: Carrière sans Mickey
En 1932, Pluto est pour la première fois le héros d'un dessin animé sans Mickey Mouse dans Rien qu'un chien (Just Dogs) de la série des Silly Symphonies. Une autre Silly Symphony lui sera consacrée fin 1936, Papa Pluto (Mother Pluto).
En 1933 dans Mickey et son ami Pluto, deux nouveaux éléments apparaissent, les consciences angélique et démoniaque de Pluto. Ce caractère prend alors la forme de Pluto miniature volant au niveau de sa tête et lui prodiguant des conseils. C'est aussi les seuls Pluto qui parlent, se lançant dans des joutes verbales finissant souvent par un pugilat et la victoire finale de la vertu.
En 1935, dans Mickey patine, Pluto est la cible de Donald qui prend plaisir à le tourmenter. Le canard attache des patins à glace aux pattes du chien qui se voit contraint à apprendre le patinage. C'est l'une des premières rencontres avec Donald, une autre rencontre a lieu en 1936 dans Donald et Pluto, où le canard fait avaler à Pluto un aimant qui attire les objets métalliques, causant à nouveau du tourment au chien.
Aussi en 1935, dans Le Jour du jugement de Pluto, Pluto est confronté à un chaton puis dans un cauchemar à un tribunal de chats. S'ensuit alors un procès à charge contre Pluto auquel seul son réveil permettra de mettre un terme.
Dans Mickey's Grand Opera (1936), Pluto  découvre à ses dépens que l'obéissance a parfois du bon. Ne respectant pas l'ordre de Mickey de rester à la maison, il va dans les coulisses du spectacle. Il joue avec un chapeau de magicien et fait apparaître des lapins, des colombes et d'autres animaux. Il les prend en chasse et arrive sur scène alors que Donald Duck et Clara Cluck font un duo d'opéra. Le spectacle tourne alors au désastre.

### 1937 - 1953: La série Pluto
L'année 1937 marque le lancement de la série des Pluto avec Les Quintuplés de Pluto (Pluto's Quin-puplets). Toutefois, faisant suite aux turpitudes des années précédentes, Pluto poursuit une carrière où il est confronté à de nombreux problèmes. Pour Grant, dans la série Pluto, le chien est rarement associé à son maître Mickey ou un autre. Il est régulièrement représenté errant dans la ville, « indépendant mais captif de l'amour » que ce soit pour Fifi le pékinois ou Dinah le teckel. Une autre représentation, à partir de 1943, est celle de Pluto vivant à proximité de Donald Duck et partageant souvent avec lui les turpitudes provoquées par Tic et Tac.
En 1939, Pluto présente une facette assez rare, celle d'un très mauvais chien de chasse dans Chien d'arrêt.
À partir de 1940, chaque personnage important de Disney se voit confier à une équipe spécialisée. Pluto incombe aux réalisateurs Norman Ferguson et Nick Nichols mais aussi à Bill Roberts et Shamus Culhane. Avec eux l'environnement du personnage subit plusieurs changements. Pluto est ainsi autorisé à rêver d'une niche parfaite dans Le Rêve de Pluto (1940).
Dans Tends la patte (1941), les deux consciences de Pluto refont une apparition. Un autre petit animal vient aussi perturber Pluto dans Mickey et Pluto golfeurs, un criquet.
L'année 1942 est, pour John Grant, une année importante pour Pluto, car il apparaît dans cinq courts métrages « tous des classiques d'une manière ou d'une autre » : 
- Pluto Junior, seule apparition du fils de Pluto
- La Mascotte de l'armée, où Pluto est dans l'armée
- Pluto somnambule, première de Dinah le teckel
- Un os pour deux, seconde apparition de Butch le bouledogue
- Pluto au zoo, où Pluto est l'unique vedette

Pluto apparaît aussi en 1942 dans un sixième film, un film publicitaire, All Together. Mais c'est le félin Figaro, apparu cette même année dans All Together, qui est le plus notable protagoniste. Il ne revient ensuite au côté de Pluto qu'en 1944 dans Premiers Secours (Pluto).
L'année 1943 marque le retour d'ennuis récurrents pour Pluto avec la première apparition des rongeurs Tic et Tac dans Pluto soldat. Les tamias seront à nouveau opposés à Pluto, entre de nombreux courts métrages face à Donald, dans Les Locataires de Mickey (1946) et L'Arbre de Noël de Pluto (1952).
Dans La Légende du rocher coyote (1945), Pluto est pour la première fois opposé à un canidé qui n'est pas un chien, c'est le coyote Bent-Tail. Ce personnage réapparaîtra face à Pluto, avec un fils, dans Sheep Dog (1945) et Camp Dog (1949).
Les années qui suivent reprennent les protagonistes tels que le criquet, Figaro, Butch, Donald mais à partir de 1950 la production ralentit. Grant souligne que Pluto apparaît dans quatre courts métrages puis deux en 1952 et un seul en 1953. La dernière apparition de Pluto dans l'« ère classique » - tout comme celle de Mickey - date de 1953 dans Mickey à la plage.

### Les années 1980 et 1990
Plus récemment, Pluto est également apparu dans les séries télévisées Couacs en vrac, Mickey Mouse Works, Disney's tous en boîte et La Maison de Mickey. Côté cinéma, s'il est absent du Noël de Mickey (1983), on le retrouve dans Qui veut la peau de Roger Rabbit (1988), Le Prince et le Pauvre (1990) et Mickey perd la tête (1995).
Le 21 mai 1986, le français Claude Marin dessine le personnage de Pluto sous l'apparence d'un chiot pour la série Bébés Disney dont la publication a débuté dans le numéro 1769 du Journal de Mickey.

### Les années 2000
Pluto apparaît dans la série de jeux vidéo Kingdom Hearts. Dans le premier opus Kingdom Hearts (2002), il y est l'animal de compagnie du Roi Mickey et agit en tant que messager. Dans le second volet Kingdom Hearts 2 (2005), Pluto reste la plupart du temps aux côtés de Kairi.
Pluto apparaît aussi dans le jeu en ligne Toontown Online (2003), spécifiquement dans la zone Le Glagla (Gggrr).

## Œuvres où Pluto apparaît

### Filmographie
Pluto est le héros de sa propre série de dessins animés à partir de 1937, Dave Smith en dénombre 48. Il apparaît également dans de nombreux courts-métrages  de Mickey Mouse, Donald Duck, etc. Entre 1930 et 1953, Pluto a été la vedette de 109 dessins animés, seul ou aux côtés de Mickey ou de Donald Duck.

### Bandes dessinées
Depuis 1930, Pluto est apparu dans quelques milliers d'histoires. Le site INDUCKS recense en 2008 selon les pays et les producteurs:
- États-Unis :
  - Strips quotidiens : 546 histoires
  - Planches hebdomadaires : 420 histoires
  - Comic-books américains :
    - Dell Comics / Western Publishing : 420 histoires
    - Disney Comics : 7 histoires
    - Gladstone Publishing / Another Rainbow : 1 histoire

  - Disney Studio: 121 histoires
- Italie : Mondadori / Disney Italia : 424 histoires
- Danemark : Gutenberghus / Egmont : 327 histoires
- Royaume-Uni: 114 histoires
- France : Édi-Monde / Disney Hachette Presse : 83 histoires
- Brésil : Abril : 65 histoires
- Allemagne : Ehapa : 7 histoires
- Pays-Bas : Oberon / GP / VNU : 62 histoires
- Productions diverses (par exemple  Argentine,  Belgique) : 2122 histoires

## Voix originales
- Pinto Colvig
- Lee Millar
- Clarence Nash
- James MacDonald
- Bill Farmer (présent)

## Analyse du personnage
Dessiné par l'animateur Norman Ferguson, Pluto est considéré comme l'un des premiers personnages Disney à sortir du modèle standard dit Animation rubber hose et à être pensé directement en trois dimensions dans le but de l'animation. Ses possibilités sont particulièrement bien exploitées dans Playful Pluto (1934), lorsqu'il essaie de se débarrasser d'une feuille de papier tue-mouche sur laquelle il a marché.
Parmi ses « flirts », Pluto compte Fifi le pékinois et Dinah le teckel. Il est doté de quintuplés dans Les Quintuplés de Pluto (1937), d'un fils dans Pluto Junior (1942) et d'un frère prénommé K.B. dans Le Petit Frère de Pluto (1946) mais sert également à plusieurs reprises de chaperon au chiot Saint-Bernard Ronnie.
Ses principaux ennemis sont Pat Hibulaire, Butch le bouledogue, Buzz l'abeille, ainsi que de nombreux autres animaux. Le chat Figaro et les tamias Tic et Tac lui donnent également régulièrement du fil à retordre. L'ennemi félin le plus récurrent est Figaro, mais il est possible de noter plusieurs chatons comme celui du Jour du jugement de Pluto (1935). Pour John Grant, les protagonistes réguliers que sont Tic et Tac, sont le résultat d'un transfert depuis Donald. Le canard persécutait Pluto au milieu des années 1930, puis a été persécuté par les rongeurs dans les années 1940. Dans les années 1950, c'est au tour de Pluto de subir régulièrement les persécutions des deux tamias. Mais on peut noter que le duo de rongeurs  est apparu pour la première fois avec Pluto en 1943 dans Pluto soldat.
Comme le remarque John Grant, sept courts métrages seulement mettent en scène le personnage avec Donald Duck, ce qui est peu et démontre pour lui que les deux ne vont pas ensemble, leur association n'étant pas intéressante: « Le problème est ainsi qu'il n'a pas été possible de trouver une formule mêlant le violent humour explosif du canard avec le style plus calme de Pluto, autrement que par le fait que Donald tourmente Pluto ».
Les seuls mots qu'il ait jamais réussi à prononcer sont « Kiss me » (« Embrasse-moi ») dans La Chasse à l'élan en 1931.
Pluto est doté d'une conscience ou plutôt... de deux car, tout comme Donald, sa conscience « angélique » est souvent malmenée par sa conscience « diabolique » lors de la prise de certaines décisions comme dans Tends la patte (1941).

### Le «syndrome Pluto»
Pour David Koenig, Pluto est le premier personnage de Disney à souffrir d'une tare, il n'est pas doté de parole alors que d'autres personnages animaliers anthropomorphes ou non en sont dotés. Pour Pluto, la grande majorité de ses proches, Mickey, Minnie, Dingo, Clarabelle, Horace, Donald, sont des animaux parlants, Dingo étant même un chien comme Pluto. Koenig cite d'autres personnages souffrant de ce qu'il nomme un syndrome.
- Max le chien du Prince Eric dans La Petite Sirène (1989)
- le chien Toby dans Basil, détective privé (1986)
- les alligators dans Les Aventures de Bernard et Bianca"' (1977)
- l'ours dans Rox et Rouky (1977)